# Korkinskij rajon
Il Korkinskij rajon (in russo Коркинский район?) è un rajon dell'oblast' di Čeljabinsk, nella Siberia occidentale. Istituito nel 2005, il suo capoluogo è Korkino. Dal 2022 è stato modificato in circondario municipale Korkinskij (Коркинский муниципальный округ).